# أندرو ويلسون (ممثل)
أندرو ويلسون (بالإنجليزية: Andrew Wilson)‏ هو مخرج وممثل أمريكي، ولد في 22 أغسطس 1964 بدالاس في الولايات المتحدة.

## أعمال

### أفلام
- (1999) لم تقبل من قبل[8]
- (2000) ملائكة تشارلي[9]
- (2001) زولاندر[10]
- (2003)  خنق كامل[11]
- (2004) الوثبة الكبيرة
- (2010) كيف تعرف[12]
- (2011) إجازة زوجية[13]

## وصلات خارجية
- أندرو ويلسون على موقع IMDb (الإنجليزية)
- أندرو ويلسون على موقع ألو سيني (الفرنسية)
- أندرو ويلسون على موقع أول موفي (الإنجليزية)
- أندرو ويلسون على موقع قاعدة بيانات الأفلام السويدية (السويدية)
- أندرو ويلسون على موقع إن إن دي بي (الإنجليزية)
- أندرو ويلسون على موقع قاعدة بيانات الفيلم (الإنجليزية)
- أندرو ويلسون على موقع كينوبويسك (الروسية)